# Ataque en la mezquita de Peshawar de 2013
El 20 de junio de 2013, un atacante suicida se inmoló en una mezquita chií, matando a 15 personas e hiriendo a otras más de 20. El ataque ocurrió en la zona chiita conocida como colonia Gulshan, en Peshawar, provincia de Jaiber Pajtunjuá, Pakistán. El atacante fue un musulmán sunita.

## Desarrollo del atentado
En el ataque contra la mezquita de Peshawar, tres personas fueron sospechosas de llevar a cabo el atentado. Los autores primero acribillaron a un oficial de policía y a un guardia de seguridad, antes de que el terrorista suicida entrase en la mezquita. Alrededor de unas 300 personas se encontraban rindiendo culto dentro de la mezquita. El entonces presidente de Pakistán, Asif Ali Zardari, comentó acerca del dicho ataque que tales actos cobardes y atroces por parte de los activistas no pueden debilitar la resolución de la nación para continuar su lucha contra la militancia.
Una vez que los terroristas entraron en la mezquita, uno de ellos se inmoló mediante una carga explosiva situada en su chaleco. Los otros dos activistas lograron escapar, motivo por lo que la policía paquistaní inició la búsqueda posterior de los perpetradores.